# Lorenzo Hervás y Panduro
Lorenzo Hervás y Panduro (Horcajo de Santiago, 1735. május 1. – Róma 1809.  augusztus 24.) spanyol jezsuita és nyelvzseni volt, mert közel negyven nyelven beszélt, és aki mindemellett nagy hatással volt a nyelvtudományra is.

### Spanyol nyelven
- Honlap Hervás y Panduro életéről és műveiről
- Honlap Hervás y Panduro életéről és műveiről
- Honlap süketnémáknak Lorenzo Hervás y Panduro életéről
- Hervás y Panduro életrajza